# Victor d’Urbal
Victor Louis Lucien, baron d’Urbal (* 15. November 1858 in Sarreguemines; † 29. Januar 1943 in Paris) war ein französischer Offizier, zuletzt Général de division.

## Leben
D’Urbal wurde als Sohn von Othon Henry, baron d’Urbal, geboren. Er trat 1876 in die Militärschule Saint-Cyr ein und kam nach seinem Abschluss an die École d’application de cavalerie in Saumur. Von 1889 bis 1890 diente er mit dem 7e régiment de dragons in Algerien, wo er seine ersten Kampferfahrungen sammelte. 1906 wurde er Kommandeur des 12e régiment de dragons in Pont-à-Mousson und 1911 der 4e brigade de dragons, mit welcher er 1914 in den Ersten Weltkrieg zog.
Am 25. August erhielt er den Befehl über die 7e division de cavalerie und bereits am 30. September den über ein neugebildetes provisorisches Armeekorps, das wenig später zum XXXIII. Armeekorps wurde. Am 20. Oktober übernahm er den Oberbefehl über das Détachement d’Armée de Belgique, mit dem er an der Schlacht an der Yser und der Ersten Flandernschlacht teilnahm und aus dem im November die 8. Armee hervorging. Er führte das Kommando über letztere, bis er im April 1915 von Louis Ernest de Maud’huy den Befehl über die im Artois eingesetzte 10. Armee übernahm. Mit dieser nahm er im Mai und Juni 1915 an der Lorettoschlacht sowie von September bis November 1915 an der Herbstschlacht bei La Bassée und Arras teil.
Im April 1916 wurde er durch General Micheler abgelöst und danach als Inspekteur der Kavallerie in der Zone der Armeen eingesetzt. Im Februar 1917 wurde er Generalinspekteur der Kavallerie der Reserve und des Landesinnern, was er bis nach Kriegsende blieb. 1919 zur Disposition gestellt, nahm er im folgenden Jahr seinen Abschied.
D’Urbal wurden neben dem Großkreuz der Ehrenlegion mehrere ausländische Orden verliehen, so das Großkreuz des belgischen Kronenordens und das Großkreuz des britischen Order of St. Michael and St. George. Sein Grab befindet sich im Caveau des Gouverneurs der Cathédrale Saint-Louis-des-Invalides in Paris.

## Schriften
- Souvenirs et anecdotes de guerre, 1914–1916 (1939)